# Catia Faria
Catia Faria (Porto, 1980) és una filòsofa moral portuguesa i activista feminista i pels drets animals. És investigadora postdoctoral a la Fundació portuguesa per a la Ciència i la Tecnologia a la Universitat de Minho i és membre del consell científic de l'UPF-Centre for Animal Ethics. Anteriorment, Faria va exercir de professora d'Ètica i Sostenibilitat a la Universitat Pompeu Fabra i d'investigadora visitant a l'Oxford Uehiro Centre for Practical Ethics.

## Educació i carrera
Faria va estudiar filosofia a la Universitat de Porto, un màster en ciències cognitives a la Universitat de Barcelona i un doctorat en filosofia moral a la Universitat Pompeu Fabra. Faria va defensar per primera vegada en una tesi doctoral que els humans haurien d'ajudar els animals no-humans a la naturalesa per reduir el problema del sofriment dels animals salvatges. En la tesi va ser avaluada per Genoveva Martí, Alasdair Cochrane i Jeff McMahan, i supervisada per Paula Casal, Óscar Horta i Joao Cardoso Rosas.
El 2015, Faria va coeditar amb Eze Paez un volum doble en la revista acadèmica Relations Beyond Anthropocentrism, sobre el problema del sofriment dels animals salvatges i maneres de reduir-lo. Ha elaborat també articles pel blog de la Universitat d'Oxford Practical Ethics; pel blog sobre assumptes d'animals El caballo de Netzsche del diari espanyol elDiario.es; i per la revista feminista Pikara Revista. El 2020, Faria va crear amb Óscar Horta un capítol sobre la biologia del benestar al Routledge Handbook of Animal Ethics.

## Filosofia
Faria és crítica amb la visió ecologista que la naturalesa ha de deixar-se sola i argumenta que els ecologistes intervenen en la naturalesa constantment per obtenir beneficis antropocèntrics i seguir els seus propis objectius. Faria afirma que l'ètica animal i la mediambiental són incompatibles, perquè tenen una consideració moral diferent sobre els animals no-humans. Sosté que qui refusa l'especisme hauria de donar consideració moral al benestar i interessos dels animals no-humans salvatges, com a éssers sentients, i treballar per reduir el seu sofriment per causes naturals.
Faria argumenta que tant el feminisme interseccional com l'antiespecisme són necessaris en la lluita per a la igualtat i la justícia. Ella va encunyar el terme xenozoopolis, com a híbrid del xenofeminisme i l'antiespecisme. Faria també afirma que una aproximació feminista cap a l'antiespecisme implica el veganisme.
Faria es distancia de l'ecofeminisme, del qual critica la visió que el principal dany als animals no-humans salvatges és la cultura patriarcal i que la millor manera d'ajudar-los és a través de la conservació. Una visió que es construeix amb la premissa que la natura i els processos naturals són idíl·lics pels animals no-humans, i que Faria considera incorrecta ja que aquests individus sofreixen comunament. També explica que tot i que hàgim d'eliminar els paradigmes masculins d'intervenció a la natura, com ara la caça, això no significa que la solució sigui la no-intervenció. En canvi, considera que hauríem de treballar per ajudar els animals no-humans salvatges.

## Selecció de publicacions
- Faria, Catia. «Welfare Biology». A: Fischer. The Routledge Handbook of Animal Ethics.  Nova York: Routledge, 2020. DOI 10.4324/9781315105840-41. ISBN 978-1-351-60235-8. OCLC 1114567320.
- Faria, Catia. «Why environmentalism cannot beat denialism: An antispeciesist approach to the ethics of climate change». A: Almiron. Climate Change Denial and Public Relations: Strategic Communication and Interest Groups in Climate Inaction (en anglès).  Abingdon, Oxon; New York, NY: Routledge, 2019. DOI 10.4324/9781351121798. ISBN 978-1-351-12179-8.
- Almiron, Núria; Faria, Catia (en anglès) American Behavioral Scientist, 63, 8, 01-07-2019, pàg. 1043–1046. DOI: 10.1177/0002764219830458. ISSN: 0002-7642.
- Almiron, Núria; Faria, Catia Studies in Media and Communication, 7, 1, 29-05-2019, pàg. 37. DOI: 10.11114/smc.v7i1.4305. ISSN: 2325-808X [Consulta: free].
- Faria, Catia (en anglès) Journal of Medical Ethics, 44, 5, 5-2018, pàg. 332–333. DOI: 10.1136/medethics-2017-104444. ISSN: 0306-6800. PMID: 29032367.
- Faria, Catia Animal Sentience, 1, 7, 30-06-2016. DOI: 10.51291/2377-7478.1099. ISSN: 2377-7478 [Consulta: free].
- Faria, Catia. Animal ethics goes wild: the problem of wild animal suffering and intervention in nature (tesi) (en anglès).  Barcelona: Universitat Pompeu Fabra, 2016-03-15.
- Faria, Catia Relations, 3, 2, 11-2015, pàg. 211–218. DOI: 10.7358/rela-2015-002-fari [Consulta: free].
- Faria, Catia; Paez, Eze (en anglès) Revista de Bioética y Derecho, 32, 2014, pàg. 95–103. DOI: 10.4321/S1886-58872014000300009. ISSN: 1886-5887 [Consulta: free].
- Faria, C. Dilemata: International Journal of Applied Ethics, 14, 2014, pàg. 225–236.
- Faria, Cátia (en castellà) Telos, 17, 1, 2010, pàg. 109–120.